# David Bisconti
David Bisconti, argentinski nogometaš, * 22. september 1968.
Za argentinsko reprezentanco je odigral 5 uradnih tekem in dosegel en gol.